# Gang Starr
Gang Starr — хіп-хоп-дует, до складу якого увійшли MC Guru та діджей-продюсер DJ Premier. Стиль гурту поєднує в собі елементи Нью-Йорк Джазу та East Coast rap.

## Історія
Дует був заснований Guru в Бостоні, штат Массачусетс, у 1985 році діджеєм B-Down (також відомим як Mike Dee) за допомогою таких продюсерів, як Donald D, J.V. Johnson, DJ Mark the 45 King. У 1987—1988 рр. лейбл Wild Pitch випустив три сингли Gang Starr на вінілових пластинках.
У 1989 році відбувся розкол гурту. Єдиним учасником, готовим продовжити музичну діяльність у гурті Gang Starr, був Guru. Незабаром він познайомився із творчістю DJ Premier (відомого тоді як Waxmaster C). Незабаром Guru отримав від останнього пластинку. Guru сподобалось звучання треків і він запропонував DJ Premier приєднатись до Gang Starr. У тому ж році вони випустили свій перший сингл «Words I Manifest».
Gang Starr випустив шість студійних альбомів. Остаточно гурт розпався у 2003 році за бажанням Guru.

## Дискографія
- 1989 — No More Mr. Nice Guy
- 1991 — Step In the Arena
- 1992 — Daily Operation
- 1994 — Hard to Earn
- 1998 — Moment of Truth
- 2003 — The Ownerz